# Zoroquiáin
Zoroquiáin es una entidad de población española del municipio de Unciti, perteneciente a la Comunidad Foral de Navarra.

## Toponimia
El lugar puede aparecer referido con las grafías «Zoroquiáin» y «Zoraquiain».

## Historia
Hacia mediados del siglo XIX, el lugar, ya por entonces perteneciente a Unciti, tenía contabilizada una población de veinticinco habitantes. Aparece descrito en el decimosexto y último volumen del Diccionario geográfico-estadístico-histórico de España y sus posesiones de Ultramar de Pascual Madoz con las siguientes palabras:

ZORAQUIAIN: l. del ayunt. y valle de Unciti, en la prov. y c. g. de Navarra, part. jud. de Aoiz (2 leg.), aud. terr. y dióc. de Pamplona (3 1/2). sit.: en el estremo N. del valle al pie de un monte. clima frio; reinan los vientos N. y S. y se padecen constipados. Tiene 6 casas, igl. parr. de entrada (San Andres), servida por un abad de provision de los vec.; cementerio próximo á la igl.; una ermita (San Cosme y San Damian): el vecindario se surte de las aguas de un arroyo. El térm. confina N. Unciti; E. Alzorriz; S. Monreal, y O. Zabalceta; comprendiendo dentro de su jurisd. un monte robledal con bastantes bojes y otros arbustos, y un soto con fresnos y abundantes pastos. El terreno es secano, pero de buen suelo y bastante productivo; le atraviesa el arroyo procedente de la sierra de Izaga, que fertiliza algunos huertos. caminos: los que conducen á Monreal y otros puntos, en mal estado. El correo se recibe de la citada v. los domingos, martes y viernes. prod.: trigo, avena, alholva, maiz, patatas y legumbres; cria de ganado vacuno, mular, patatas y legumbres; cria de ganado vacuno, mular, caballar, de cerda y lanar; caza de perdices, codornices y liebres. pobl. 6 vec. 25 alm. riqueza: con el valle (V ).
(Madoz, 1850, p. 669)

En 2023, la entidad singular de población tenía empadronados diecisiete habitantes.